# ام‌وی ایزومی
ام‌وی ایزومی (به انگلیسی: MV Izumi) یک کشتی است که طول آن ۱۴۷ متر (۴۸۲ فوت) می‌باشد.